# Великая гавань
Вели́кая га́вань (мальт. Il-Port il-Kbir) — крупнейшая гавань на Мальте, известная также под своим английским названием Гранд-Харбор. В качестве гавани её использовали в древности ещё финикийцы, а позже она была существенно улучшена, появились доки, пристани и укрепления.
Великая гавань в течение 268 лет имела большое стратегическое значение для госпитальеров, а также не утратила его после прихода на остров британцев.
23 сентября 1551, 1555 или 1556 года (согласно различным источникам), по Великой гавани прошёл разрушительный смерч (F3/TORRO7). Сформировавшийся над водой смерч потопил множество кораблей (в том числе и 4 корабля Мальтийского ордена), после чего вышел на сушу и убил около 600 человек. Несмотря на название[какое?] смерча, столицы Мальты — Валлетты — в то время не существовало, поскольку Великий магистр мальтийских рыцарей лично заложил первый камень в ее основание 28 марта 1566 года.
Великая гавань стала полем битвы между госпитальерами и турками во время Великой осады Мальты в 1565 году. В годы Второй мировой войны в течение блокады Мальты, многие доки и военные сооружения в гавани, включая Форт Святого Эльма, были разрушены войсками нацистского блока, в частности Италией и Германией. Также крупный ущерб был нанесён Валлетте и ещё трём близлежащим городам.
После ухода с острова британской армии гавань потеряла своё военное значение, но по-прежнему остаётся активным в плане международной торговли.
На северо-западе гавань замыкает полуостров Ссебаррас, на котором располагается часть Валлетты и её пригорода Флорианы. Этот полуостров также разделяет Великую гавань с гаванью Марсаксетт. Юго-восточный берег гавани сформирован множеством бухт и мысов, со стороны которых в гавань впадают четыре небольших ручья. Также на этой стороне располагаются города Коспикуа, Биргу и Сингея. Большинство населения Мальты живёт в радиусе трёх километров от Великой гавани, что делает этот район самым густонаселённым в стране, а также одним из самых плотно заселённых в Европе.

## Панорама гавани

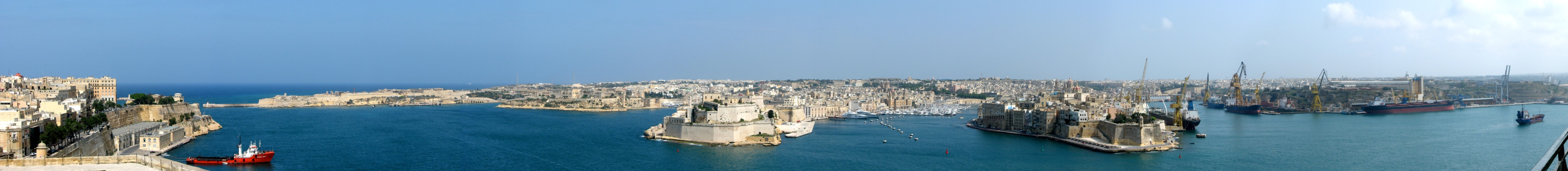
Великая гавань, если смотреть со стороны садов Верхней Барракки

## Галерея

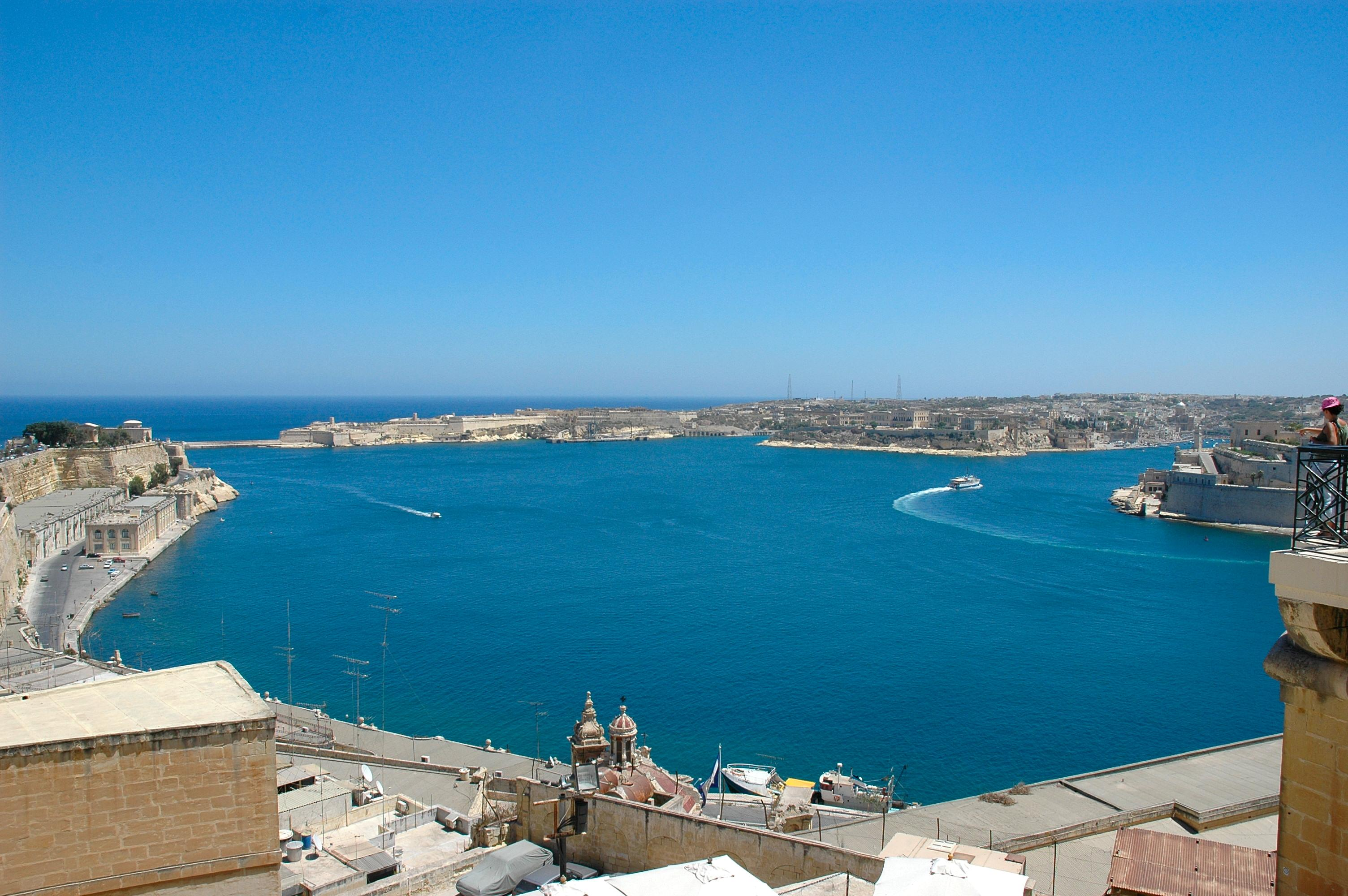
Вид на Великую гавань с видом на море
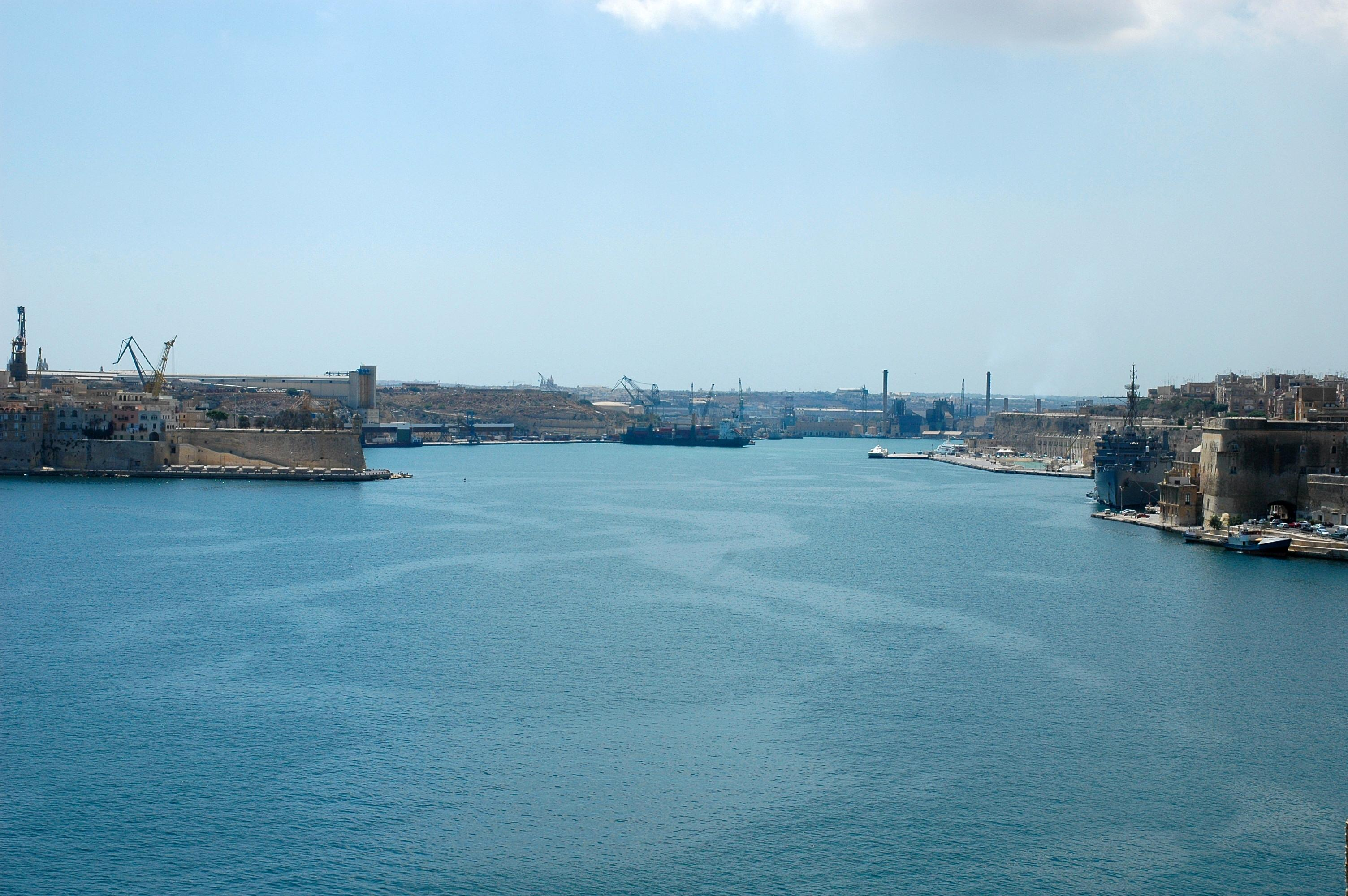
Вид на Великую гавань с видом на Марсу
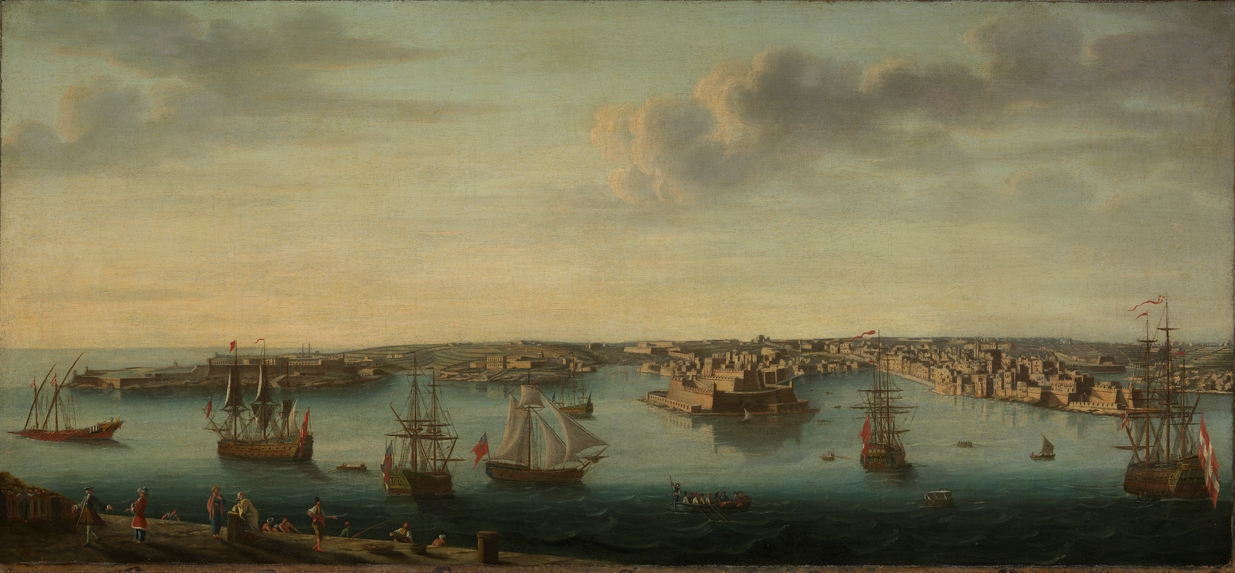
Великая гавань в 1750 г.
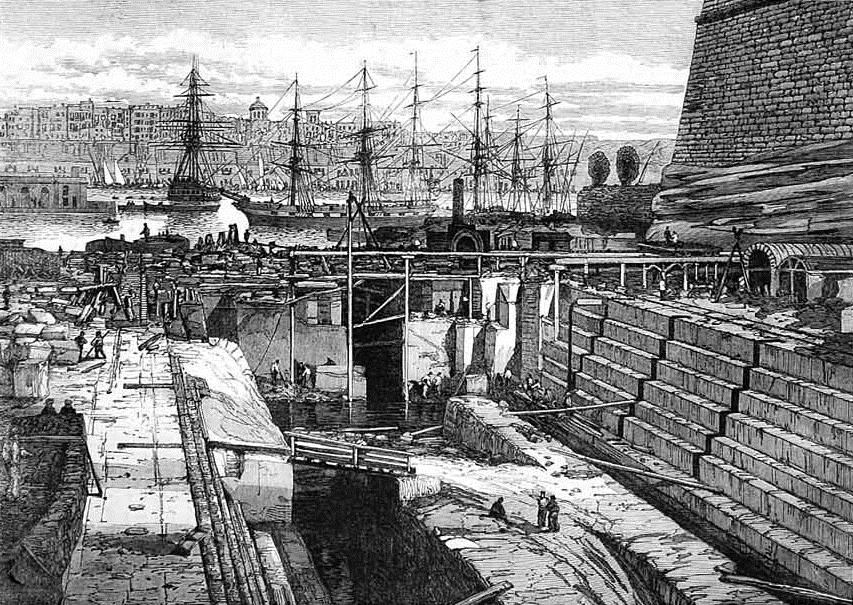
Новый док постройки 1867 г.
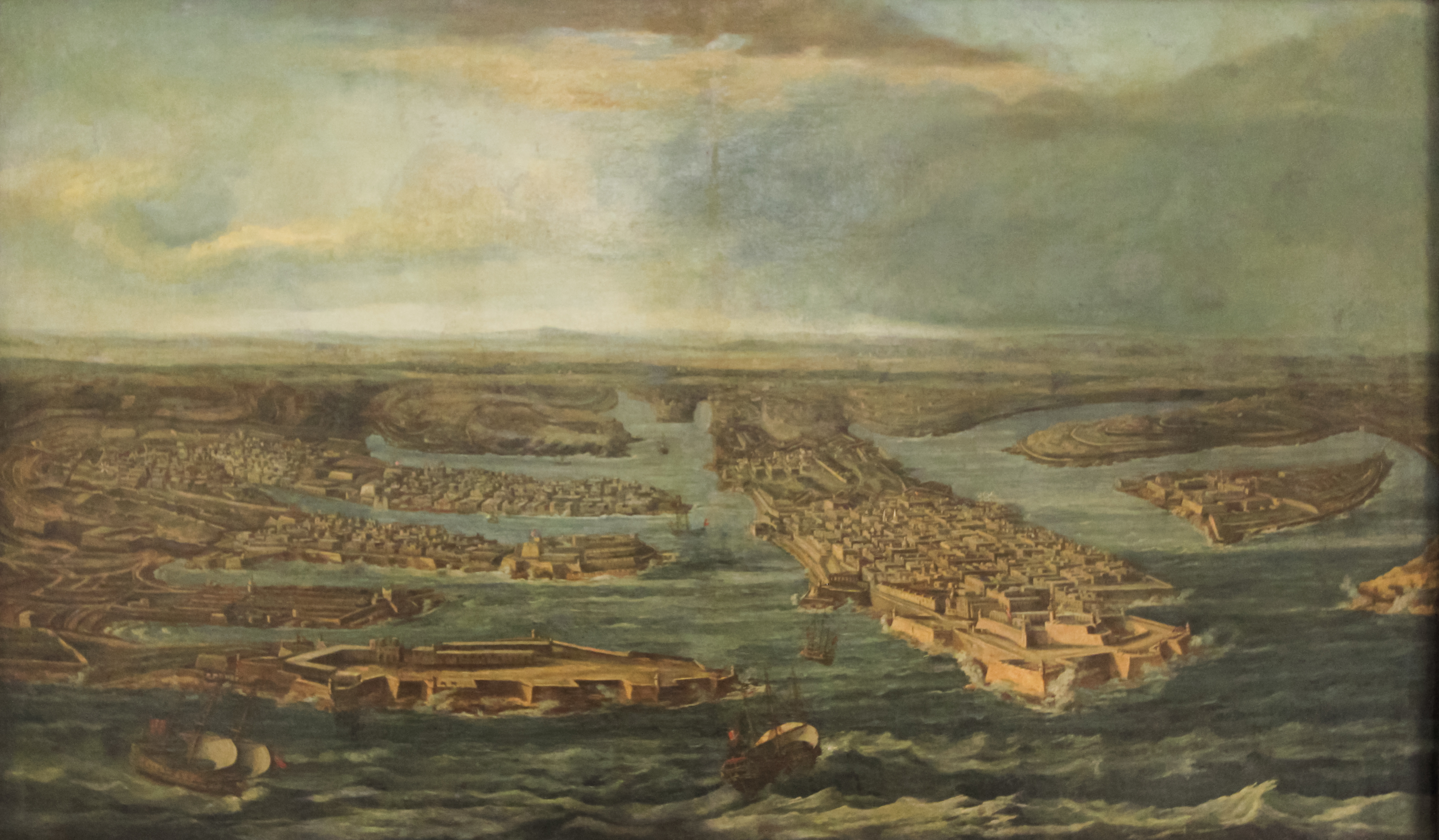
Вид на Великую гавань в XVIII веке
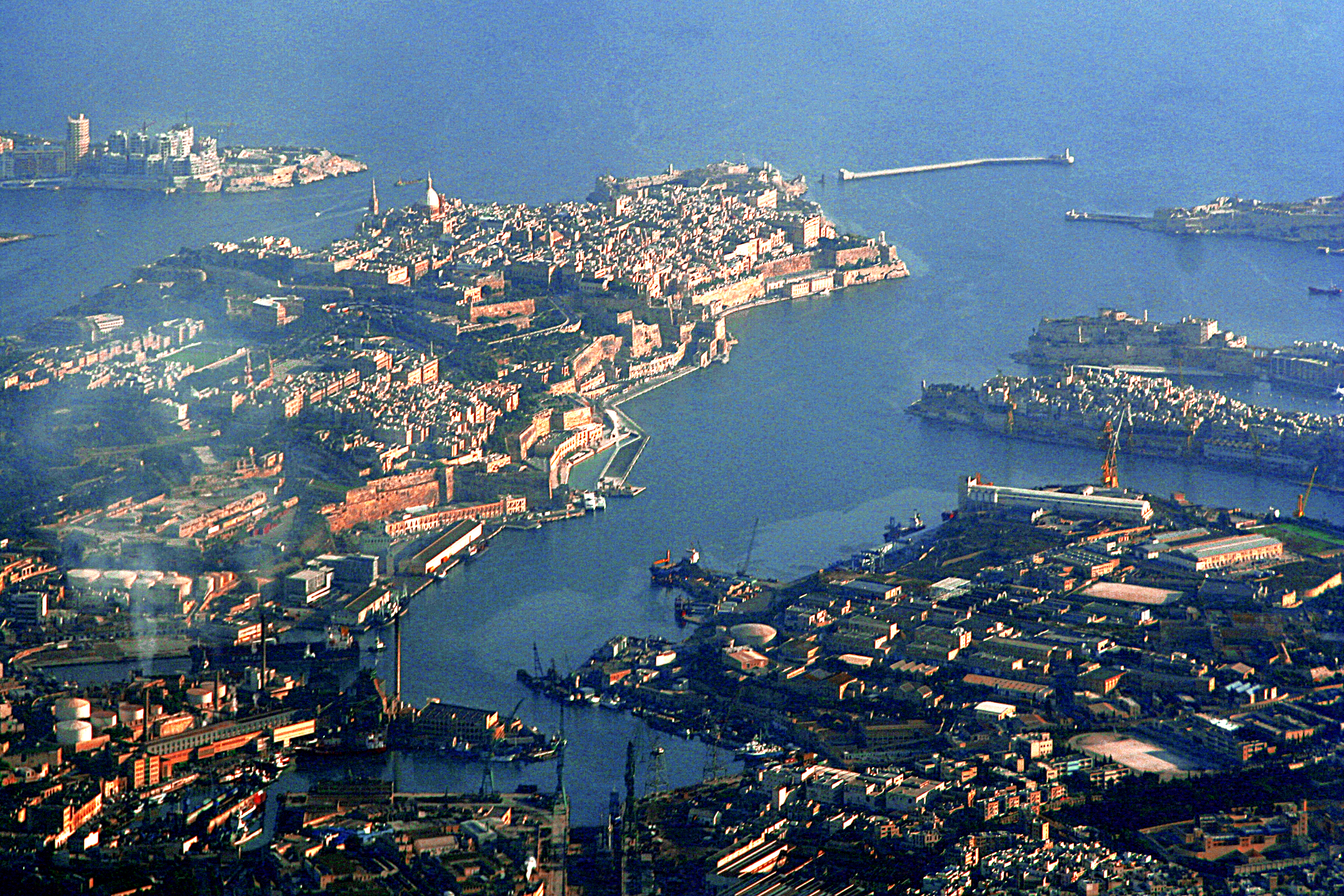
Вид с воздуха на Великую гавань в 2006 году